# Vavrišovo
Vavrišovo je obec na Slovensku v okrese Liptovský Mikuláš. První písemná zmínka pochází z roku 1286. V obci se nachází evangelický kostel z 19. století.
V katastru obce se v roce 1709 odehrála bitva mezi labanci a kuruci.